# Suffolk County Transit
Suffolk County Transit (SCT) is de grootste busvervoerder in Suffolk County in de Amerikaanse staat New York. Het bedrijf is in handen van het countybestuur, maar besteedt de exploitatie van de lijnen uit aan andere vervoerders.

## Geschiedenis
Suffolk County Transit is in 1980 opgericht door het countybestuur en een samenwerkingsverband tussen een aantal private vervoerders:
| Vervoerder                            | Vervoersgebied | Jaren actief  | Opmerkingen |
| Bornscheuer Bus Company               | Amityville, Copiague, Lindenhurst, West Babylon, Babylon                                                                                                  | -             | Zusterbedrijf EBT is nog actief als schoolbusvervoerder. |
| Louis A. Fuoco Bus Line               | Patchogue, East Patchogue, Hagerman, Bellport, South Haven, Mastic, Mastic Beach, Port Jefferson, Medford, Coram, Ridge, Calverton, Riverhead, Brookhaven | 1962-1992     | - |
| Huntington Coach Corporation          | Huntington, Farmingdale, Melville, Halesite, Port Jefferson, Wading River                                                                                 | 1927-heden    | Is nog actief als touringcarbedrijf. |
| Suffolk Bus Corporation               | Islip, Central Islip, Bay Shore, Brentwood, West Brentwood, Babylon                                                                                       | 1946-heden    | Rijdt nog bepaalde ritten in opdracht van Suffolk County Transit.                                                                                                   |
| Sunrise Coach Lines                   | Greenport, Riverhead, Southampton, Sag Harbor, Easthampton                                                                                                | 1946-heden    | Is nog actief als touringcarbedrijf (sinds 2006 een dochterbedrijf van Hampton Jitney).                                                                             |
| Utility Lines                         | Patchogue, Babylon | -             | Was een dochterbedrijf van Bee Line. Utility Lines had slechts één lijn. De huidige lijnen N19 in Nassau County en S40 in Suffolk County volgen nog dezelfde route. |
| Inter-County Motor Coach Incorporated | Babylon | 1922-heden    | Rijdt nog bepaalde ritten in opdracht van Suffolk County Transit.                                                                                                   |
| Babylon Transit                       | Babylon | 1937-1986     | - |
| Lindenhurst Bus Company               | Lindenhurst | 1952-1986     | - |
| Alert Coach/Acme Bus Corporation      | Zuidwesten van Suffolk County | 1966-onbekend | - |

In 2009 presenteerde toenmalig Suffolk County-bestuurder Steve Levy een voorstel om Suffolk County Transit te verkopen aan de MTA. Dit is echter niet doorgegaan.

## Exploitatie
De meeste lijnnummers worden aangeduid met een S, in samenhang met diverse andere vervoerders als Nassau Inter-County Express (lijnnummers met een N) en MTA (lijnnummers met de letter van het stadsdeel waarin de lijnen rijden). MTA gebruikt echter ook de letter S om buslijnen op Staten Island aan te duiden.
Suffolk County Transit rijdt 7 dagen per week. Een deel van de lijnen is echter seizoensgebonden, zoals lijn S47 die alleen van juni tot september rijdt. Een aantal lijnen zorgt, naast lokaal en regionaal vervoer, ook voor vervoer tussen stations. In Suffolk County lopen namelijk een paar spoorlijnen van de Long Island Rail Road ver uit elkaar, die niet onderling verbonden zijn.
De meeste lijnen rijden doordeweeks tussen 6:00 en 19:00; enkele lijnen rijden korter of langer door. Op zaterdag rijden de meeste lijnen tussen 8:00 en 19:00. Op zondag rijdt slechts een beperkt aantal buslijnen, te weten de S1, S33, S40, S41, S45, S54, S58, S61, S66, S92, 3D en 10C.
Er wordt doorgaans niet gereden op feestdagen, met uitzondering van lijn S47, S92 en 10C.
SCT bedient heel Suffolk County en het zuidoosten van Nassau County, met uitzondering van Patchogue en Huntington, waar eigen vervoerders actief zijn (Huntington Area Rapid Transit en Patchogue Village Bus, die overigens wel aansluiting op SCT bieden.

### Lijnen
SCT besteedt de exploitatie van alle lijnen uit aan andere vervoerders. Hieronder is een overzicht te vinden van de huidige vervoerders en de lijnen die zij exploiteren:
| Vervoerder              | Lijnen |
| Suffolk Bus Corporation | S40, S42, S45, S47, S56, S57, S58, S59, S60, S61, S62, S63, S66, S68, S69, S76, S110 (onder de naam Suffolk Clipper), 3A, 3B, 3C, 3D, 6A, 6B, 7A, 7B |
| EBT                     | S1, S20, S23, S25, S27, S29, S31, S33, S41, S54, 1A, 2A, 2B                                                                                          |
| Twin Forks Transit      | S92, 8A, 10B, 10C |

### Gehandicaptenvervoer
Naast regulier vervoer biedt Suffolk County Transit eigen vervoer voor mensen met een beperking (vergelijkbaar met Valys) aan onder de naam Suffolk County Accessible Transportation (SCAT). Er kan van maandag tot zaterdag tussen 6:00 en 20:30 worden gereisd en op zondag tussen 7:00 en 20:30. Per rit geldt een vast tarief van 4 dollar. Ook mogen reizigers een reisgenoot zonder handicap meenemen voor 4 dollar extra. Reizigers onder begeleiding reizen gratis, mits zowel reiziger als begeleider dezelfde route afleggen.

## Wagenpark
| Foto                             | Bouwjaar | Fabrikant | Modelnaam                        | Lengte                          | Aandrijving                                     | Voertuignummers                 | Aantal in dienst | Opmerkingen |
|                                  | 2010     | Orion Bus | Orion VII Next Generation 07.501 | 12 meter                        | Cummins ISL Allison B400R6                      | 1001-1015 (16 bussen)           | 11 | - 1001-1009 zijn van EBT - 1010-1015 zijn van Twin Forks Transit/Sunrise Coach Lines - 1012-1015 zijn buiten dienst |
| Orion VII Next Generation 07.502 | 2010     | Orion Bus | 10,5 meter                       | 1016-1033, 1035-1053, 1055-1065 | Cummins ISL Allison B400R6                      | 46                              | - 1016–1038, 1057-1063 zijn van Suffolk Bus Corporation - 1039-1056 zijn van EBT - 1064 is van Hampton Jitney - 1065 is van Sunrise Coach Lines - 1034 en 1054 zijn buiten dienst | |
| Orion VII Next Generation 07.503 | 2010     | Orion Bus | 10 meter                         | 1066-1081 (16 bussen)           | Cummins ISL Allison B400R6                      | 3                               | - 1066–1068 zijn van Suffolk Bus Corporation - 1069-1081 zijn buiten dienst | |
|                                  | 2017     | New Flyer | Xcelsior XDE40                   | 12 meter                        | Cummins L9 (Allison H40 EP hybride-aandrijving) | 7001-7010 (10 bussen)           | 10 | Deze bussen zijn van Twin Forks Transit/Sunrise Coach Lines                                                         |
| Xcelsior XDE35                   | 2017     | New Flyer | 10,5 meter                       | 7011-7030 (20 bussen)           | Cummins L9 (Allison H40 EP hybride-aandrijving) | 20                              | - 7011-7020 zijn van EBT - 7021-7030 zijn van Suffolk Bus Corporation | |
|                                  | 2017     | ARBOC     | SPIRIT OF MOBILITY               | 8,8 meter                       |                                                 | 7101-7140                       | 40 | - |
|                                  | 2019     | New Flyer | Xcelsior XDE35                   | 10,5 meter                      |                                                 | 7031-7046 (15 bussen)           | 20 | |
|                                  | 2019     | New Flyer | Xcelsior XDE40                   | 12 meter                        |                                                 | 7047-7052 (5 bussen)            | 5 | |
| 7060 s1 xcelsior                 | 2020     | New Flyer | Xcelsior XDE35                   | 10,5 meter                      |                                                 | 7053-7056,7061-7071 (15 bussen) | 15 | |
|                                  | 2020     | New Flyer | Xcelsior XDE40                   | 12 meter                        |                                                 | 7057-7060, 7072-7073 (6 bussen) | 6 | |